# 판광루역
판광루역(潘广路站)은 상하이 바오산구 구춘진 루샹로 판광로 바이옌허(白堰河) 남측에 위치한 상하이 지하철 7호선 2기의 역이다. 2011년 6월 30일 개관하였다.

## 역 구조
| 지면층   | 출구                            | 1-3출구                               |
| 지하 1층 | 대합실                          | 고객센터, 자동매표기, 유인 안내데스크 |
| 지하 2층 | ←                               | ■7호선 메이란후 방면 (뤄난신춘)       |
| 지하 2층 | 섬식 승강장, 왼쪽 출입문이 열림 |                                       |
| 지하 2층 | →                               | ■7호선 화무루 방면 (류싱)             |

## 출구
|           |           |      |  |
| 출구 번호 | 출구 위치 | 사진 |  |
| 1번 출구  |           |      |  |
| 2번 출구  |           |      |  |

## 연결 교통
바오산구 마을버스 (宝山区社区巴士, 포양후로 류샹로-주타이로 류샹로)